# Selonia

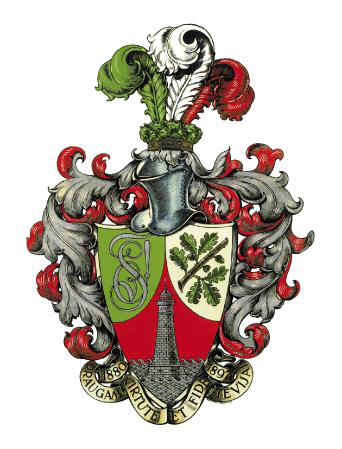
Selonias Wappen

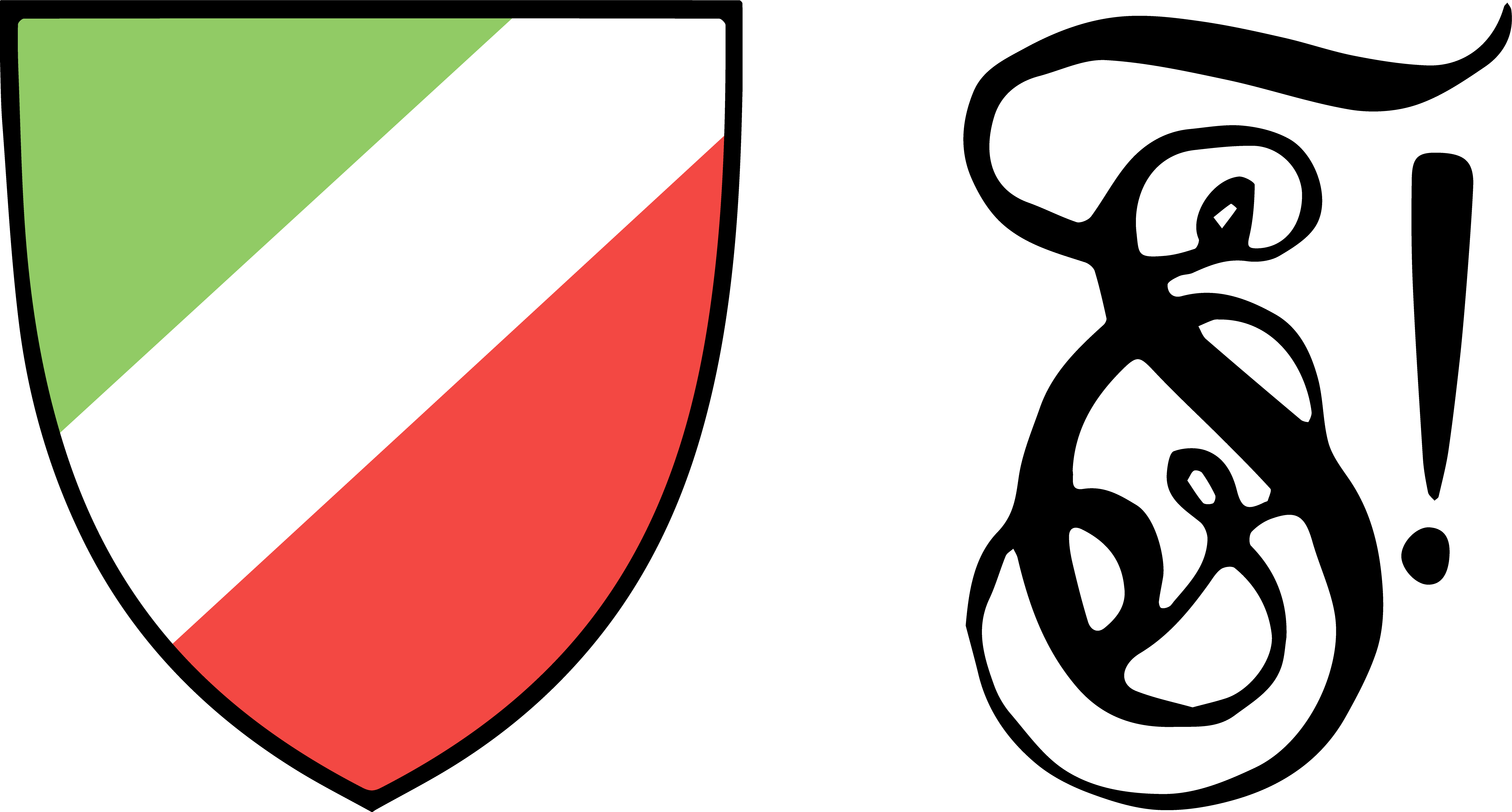
Korporatsioon Selonia-Symbol

Selonia ist eine Studentenverbindung in Riga. An der Universität Lettlands ist sie eines von 23 Mitgliedern des Präsidenkonvents. Der lateinische Name erinnert an das historische Siedlungsgebiet der Selonen im Süden Lettlands und an die alte deutsche Bezeichnung Kurlands als Seeland.  Nach baltischer Sitte heißt das einzelne Mitglied Selonus (Seeländer).

## Geschichte
Selonia wurde am 24. November 1880 am Polytechnikum Riga gestiftet. Ihre Wappensprüche sind  Virtute et fide und Draugam un Tēvijai. Das Couleur ist grün–weiß–rot.

### Gründung
Selonias Gründer waren die Mitglieder des 1878 von Klavs Purins gegründeten Literaturzirkels sowie 19 Deutsch-Balten, die aus der Concordia Rigensis, der Fraternitas Baltica, der Rubonia und der Borystenia ausgetreten waren. In den Chargierten-Convent zu Riga wurden die Seloni zunächst nicht aufgenommen, weil die Fraternitas Baltica, die Concordia Rigensis und die Rubonia mehrmals dagegen gestimmt hatten. Deshalb fochten die Seloni hunderte Duelle mit den Vertretern der deutsch-baltischen Studentenverbindungen. Erst 1897 stimmten die Rubonia und die  Fraternitas Baltica für die Aufnahme der Selonia in den Chargierten-Convent. Als erste lettische Verbindung wurde Selonia am 24. November 1897 in den Ch!C! zu Riga aufgenommen.

### Nach dem Ersten Weltkrieg
Am 18. November 1918 hissten die  Füchse der Selonia erstmals die weinrot–weiß–weinrote lettische Nationalfahne am Universitätsgebäude. Als die Freikorps unter Pawel Michailowitsch Bermondt-Awaloff die Eroberung Lettlands anstrebten, beschloss der  F!C!C! den Beitritt aller aktiven Mitglieder zur Studentenkompanie. Unter der Führung von Nikolajs Grundmanis, einem Fuchs der Selonia, gewann sie viele wichtige Kämpfe. 40 Seeländer wurden mit dem Lāčplēsis-Orden ausgezeichnet. Die Studentenkompanie wurde der Grundstock der  Lettischen Streitkräfte und gehört (ohne die aktiven Studenten) noch heute dazu.
1920 beteiligte Selonia sich an der Gründung des Präsidenkonvents. Viele neue lettische Verbindungen entstanden, viele kehrten aus dem Exil zurück. 1923  ersteigerte Selonia ein eigenes  Konventshaus in der Stabu–Straße 17. Die oberen Etagen wurden für die  Philister eingerichtet, das Grundgeschoss für die Aktiven, der Keller für die „Gemütlichkeit“. Eine kleine Bühne dient dem Fuchsentheater. Selonia hatte auch ein eigenes Orchester mit 30 Mitgliedern.

### Neuerliches Exil und Heimkehr
Ab 1950 saß der Seeländerverein in New York City, ab 1998 in Sydney. Zur Zeit der Perestroika begannen aus der Emigration zurückgekehrte Mitglieder mit dem Wiederaufbau des Bundes in Riga. Neue Füchse wurden aufgenommen. Nach Rückerstattung des alten  Convents-Quartiers ist Selonia seit 2004 wieder offiziell in Riga ansässig. Heute zählt sie zu den größten und einflussreichsten Verbindungen Lettlands. Mehr als 150 Mitglieder leben vor Ort, mehr als 200 noch im Ausland. Viele lettische Politiker sind Mitglieder der Selonia.

## Auswärtige Beziehungen

### Kartelle
- Lettonia (1907)[6]
- Korporatsioon Vironia (1924)[7]

### Commentgaranten
Die lettischen Verbindungen Fraternitas Vesthardiana, Salgalia, Fraternitas Imantica, Gersicania, Fraternitas Vanenica und Vendia wurden von Selonia akzeptiert und bei der Aufnahme in den P!K! unterstützt.

### Corps

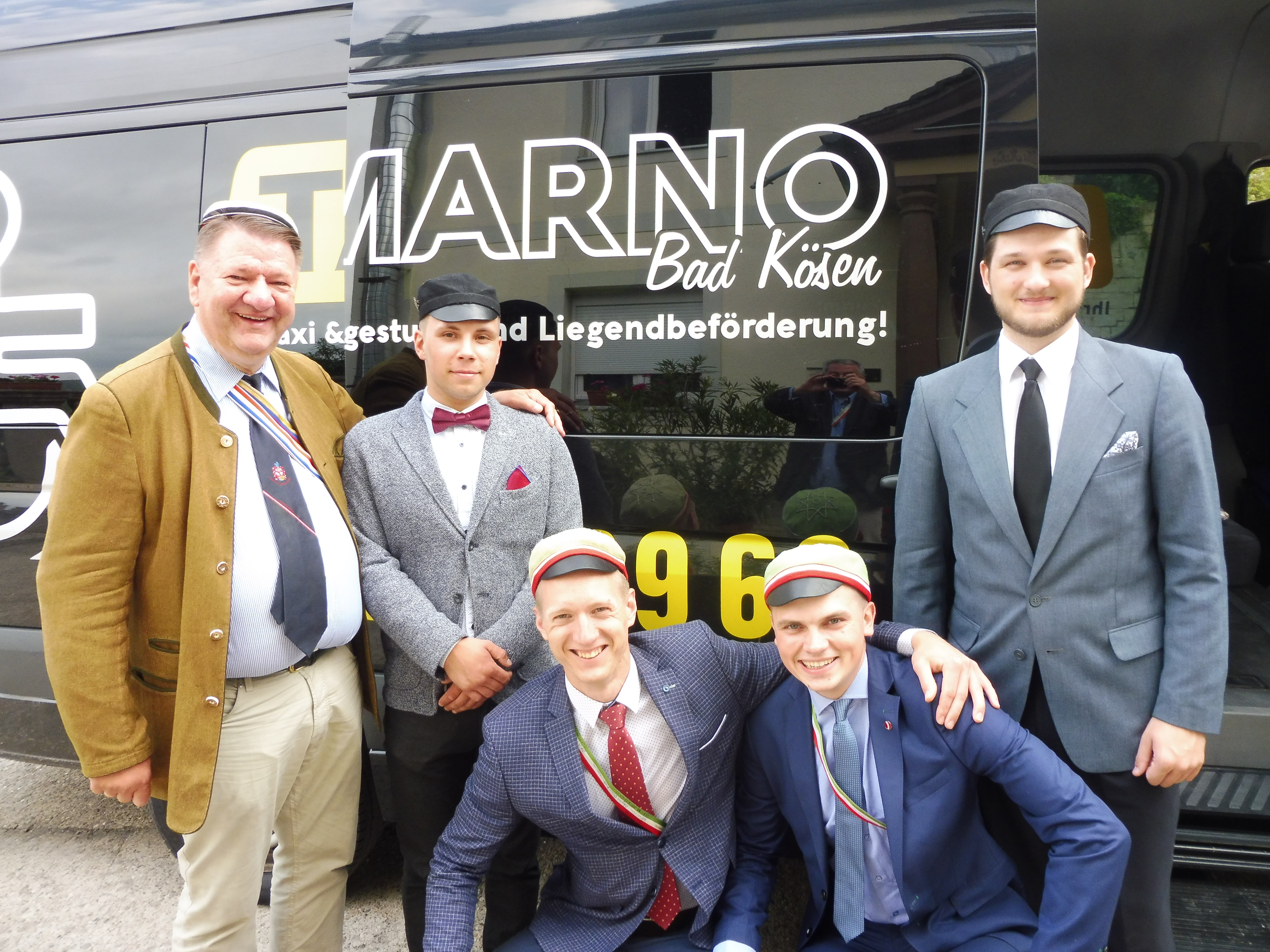
Wilm Hornung und vier von sechs Seeländern in Bad Kösen (2019)

Mit dem Kösener Senioren-Convents-Verband steht Selonia seit 2006 in einem  Vorstellungsverhältnis. Beim Vorortübergabe-Kommers des Corps Silesia Breslau zu Frankfurt (Oder) im November 2016 sprach ein Seeländer. Zur selben Zeit schloss Selonia ein Vorstellungsverhältnis mit dem Corps Vandalia Rostock. Um den Präsidenkonvent in einen Senioren-Convent umwandeln zu können, haben Selonia und andere Rigaer Verbindungen bereits die Bestimmungsmensur eingeführt.